# Apple Intelligence
Apple Intelligence — платформа искусственного интеллекта, разработанная компанией Apple Inc. Технология, основанная на сочетании обработки данных как на самом устройстве, так и в ИИ-облаке, где большие ИИ-модели развёрнуты в дата-центре.

## История разработки
Была анонсирована 10 июня 2024 года на конференции WWDC 2024 в качестве функции операционных систем iOS 18, iPadOS 18 и macOS Sequoia, которые были анонсированы вместе с Apple Intelligence. Apple Intelligence включает в себя интеграцию с ChatGPT и будет бесплатной для всех пользователей с поддерживаемыми устройствами.
Запуск бета-версии для разработчиков был запланирован на конец 2024 года.
В марте 2025 года на фоне задержки запуска генеративного ИИ Apple, cтарший вице-президент по машинному обучению и стратегии ИИ компании Джон Джаннандреа был отстранён от руководства подразделениями разрабатывающими ИИ Apple Intelligence и голосовой ассистент Siri, после чего в руководстве его сменил Майк Роквелл (Mike Rockwell) — бывший руководитель отдела разработки Apple Vision Pro.

## Облачная инфраструктура
Для работы, поддержки и развития Apple Intelligence компания Apple создала собственную инфраструктуру ИИ-кластеров, и заново сформировала новую команду специалистов по инфраструктуре и облачным технологиям Apple Cloud, которую возглавил Сумит Гупта (Sumit Gupta) — один из бывших руководителей Google.
Для безопасного ИИ-облака Apple использует кастомные серверы на процессорах собственной разработки серии Apple M и собственную серверную ОС, основанную на macOS. Плюс для своих ИИ-облаков Apple разрабатывает собственные серверные ИИ-ускорители.
Но Apple пока не хватает собственной облачной ИИ-инфраструктуры для Apple Intelligence, поэтому компания также использует ИИ-кластеры Google Cloud. Для обучения своих ИИ-моделей Apple Intelligence компания также использует Google Cloud с тензорными процессорами Google TPU.
В марте 2025 года стало известно, что Apple размещает заказы на поставку самых современных и мощных серверных ИИ-суперускорителей Nvidia GB300 NVL72 на сумму около $1 млрд. И к работе над построением собственного большого серверного кластера для поддержки приложений генеративного ИИ, который будет состоять из приблизительно 250 систем стоимостью $3,7 — $4 млн каждая, Apple привлекла компании Dell и Supermicro.

## Функциональные особенности

### Инструменты редактирования текста
Apple Intelligence предлагает инструменты для написания текстов на базе искусственного интеллекта, включая функции изменения тона повествования и поиска ошибок. Эти функции помогают упростить работу пользователей с текстом, делая его более понятным, кратким и профессиональным. Эти инструменты также можно использовать для выделения основной мысли, ключевых моментов, форматирования таблиц и списков из статьи или письменного текста. GPT-4o доступен как дополнительный инструмент для написания текстов.

### Image Playground
Данное приложение (загружается отдельно из AppStore) можно использовать для генерации изображений, используя ресурсы устройства. Image Playground можно использовать для создания изображений, используя фразы и короткие описания. Приложение так же предлагает несколько готовых тем (диско, фантазия, любовь), костюмов (астронавт, фермер, робот, супергерой), аксессуаров (берет, шарф, солнечные очки), и мест (город, пустыня, стадион). Можно так же выбрать стиль конечно изображения: анимация или иллюстрация. Через приложение «Заметки» на iPad, macOS и iPhone пользователи могут получить доступ к Image Playground с помощью инструмента Image Wand в палитре Apple Pencil, не открывая приложение Image Playground. Черновые наброски, сделанные с помощью Apple Pencil, можно преобразовать в изображения.

### Genmoji
Пользователи могут сгенерировать уникальные эмодзи, не входящие в стандартный набор Unicode, по короткому описанию, используя возможности генеративных моделей «Genmoji». Пользователи могут выбирать людей на фотографиях, которых были распознанны в приложении «Фото», и создавать похожие на них изображения Genmoji. Подобно эмодзи, Genmoji можно добавить в форме текстовые сообщения, реакции или стикера и использовать в приложении «Сообщения», а также в сторонних приложениях в виде встроенных сообщений или стикеров.

### Улучшенная Siri
Siri, виртуальный ассистент Apple, получил дополнительные возможностями, которые стали возможны благодаря Apple Intelligence. Новая версия получила обновленный интерфейс и анимацию, улучшенную обработку естественного языка и возможность взаимодействия с текстом с помощью двойного нажатия на главную панель без включения функции в меню специальных возможностей или двойного нажатия клавиши command в macOS. В более позднем обновлении Apple Intelligence добавит в Siri возможность использовать личный контекст действий на устройстве для ответа на запросы.

### Приложение Почта
Apple Intelligence добавляет в приложение «Почта» функцию «Приоритетные сообщения», которая отображает срочные письма, такие как приглашения на тот же день или посадочные талоны, с кратким изложением, сгенерированным искусственным интеллектом. Приложение «Почта» также получает возможность разделить письма по таким категориям как «основные», «транзакции», «обновления» и «рекламные акции» на основе того, что содержится в письме. Данные вычисления, по утверждению Apple, выполняется непосредственно на устройстве.

### Приложение Фото
Приложение Apple «Фото» включает в себя функцию создания пользовательских видеороликов-воспоминаний и расширяет возможности поиска. Пользователи теперь могут описать историю и, используя Apple Intelligence, выбрать для неё подходящие фотографии, видео и музыку. Пользователи теперь могут удалить отвлекающие элементы на фотографиях, используя инструмент Clean Up в приложении «Фото». Apple Intelligence способна распознать фоновые объекты и удалить их через касание или обводку. Кроме того, пользователи могут искать конкретные фотографии или видео по описанию и/или ключевым словам, а Apple Intelligence может точно определить конкретные моменты в видеоклипах.

### Уведомления
Используя функцию сводки уведомлений, Apple Intelligence может суммировать уведомления из приложений для обмена сообщениями и группы уведомлений из приложений, чтобы пользователям не приходилось просматривать большое количество уведомлений. Новый режим фокусировки «Уменьшить количество прерываний» отключает уведомления, которые считаются неважными, и оставляет важные.

### Визуальный интеллект
На iPhone 16 и 16 Pro или более поздних версиях iPhone, где доступен контроллер камеры, пользователи могут нажать и удерживать кнопку управления камерой чтобы сфотографировать объект, а затем отправить его в ChatGPT или выполнить поиск с помощью Google. Полученное изображение не сохраняется на вашем устройстве, и так же не отправляется на сервера компании, по утверждению Apple. Это сделано для того, чтобы пользователи могли быстрее узнавать больше об окружающих их объектах.

### Интеграция с ChatGPT
В результате партнерства компании с OpenAI, Apple Intelligence также получила глубокую интеграцию с ChatGPT, позволяя Siri определить, когда стоит отправить сложный запрос пользователя ChatGPT. Эта глубокая интеграция основана на GPT-4o. Интеграция с ChatGPT поддерживается по умолчанию, при этом пользователь уведомляется перед отправкой каких-либо данных или фотографий на серверы ChatGPT, а IP-адреса скрываются при отправке запросов на серверы OpenAI.[28] Использование функций ChatGPT бесплатно для всех пользователей без необходимости входа в систему, однако они будут получать только ограниченное количество запросов GPT-4o до перехода на менее мощный GPT. Платные подписчики могут войти в систему, чтобы получить доступ к платным функциям по всей системе, включая большее число запросов с использованием GPT-4о. В будущем Apple планирует интегрировать в систему другие модели, такие как Gemini от Google.

## Поддерживаемые устройства
Все компьютеры Mac и iPad с процессорами Apple silicon серии M будут поддерживать Apple Intelligence с выходом macOS Sequoia и iPadOS 18. iPhone, оснащённые, по крайней мере, A17 Pro или более поздней версией, также будут поддерживаться с выходом iOS 18. Аналитик Минг-Чи Куо предполагает, что требования Apple к оперативной памяти будут снижены. Модель «на устройстве» запрещает запуск Apple Intelligence на более ранних моделях iPhone.

### Mac
- MacBook Air (M1, 2020) и новее
- MacBook Pro (M1, 2020) и новее
- Mac mini (M1, 2020) и новее
- Mac Pro (M2 Ultra, 2023)
- Mac Studio (M1 Pro, 2022) и новее
- iMac (M1, 2021) и новее

### iPad
- iPad Air (5th generation) и новее
- iPad Pro (5th generation) и новее
- iPad mini (A17 Pro, 7th generation, 2024) и новее

### iPhone
- iPhone 15 Pro
- iPhone 15 Pro Max
- iPhone 16
- iPhone 16 Plus
- iPhone 16 Pro
- iPhone 16 Pro Max
- IPhone 16e